# Karlstad (Minnesota)
Karlstad és una població dels Estats Units a l'estat de Minnesota. Segons el cens del 2000 tenia 794 habitants.

## Demografia
Segons el cens del 2000, Karlstad tenia 794 habitants, 340 habitatges, i 199 famílies. La densitat de població era de 201,7 habitants per km².
Dels 340 habitatges en un 24,1% hi vivien nens de menys de 18 anys, en un 44,7% hi vivien parelles casades, en un 10,6% dones solteres, i en un 41,2% no eren unitats familiars. En el 36,5% dels habitatges hi vivien persones soles el 23,2% de les quals corresponia a persones de 65 anys o més que vivien soles. El nombre mitjà de persones vivint en cada habitatge era de 2,15 i el nombre mitjà de persones que vivien en cada família era de 2,81.
Per edats la població es repartia de la següent manera: un 21,9% tenia menys de 18 anys, un 7,1% entre 18 i 24, un 21,4% entre 25 i 44, un 22% de 45 a 60 i un 27,6% 65 anys o més.
L'edat mediana era de 45 anys. Per cada 100 dones de 18 o més anys hi havia 83,4 homes.
La renda mediana per habitatge era de 25.208 $ i la renda mediana per família de 35.469 $. Els homes tenien una renda mediana de 29.444 $ mentre que les dones 20.893 $. La renda per capita de la població era de 13.274 $. Entorn del 9,2% de les famílies i el 13,4% de la població estaven per davall del llindar de pobresa.

## Poblacions més properes
El següent diagrama mostra les poblacions més properes.